# Святуха (верхний приток Свири)
Святу́ха — река в России, протекает в Подпорожском районе Ленинградской области.

## Географические сведения
Река вытекает из Юксовского озера.
Устье реки находится в 200 км от устья Свири по её левому берегу у деревни Вязостров. Длина реки составляет 16 км, площадь водосборного бассейна 259 км².

## Данные водного реестра
По данным государственного водного реестра России относится к Балтийскому бассейновому округу, водохозяйственный участок реки — Свирь без бассейна Онежского озера, речной подбассейн реки — Свирь (включая реки бассейна Онежского озера). Относится к речному бассейну реки Нева (включая бассейны рек Онежского и Ладожского озера).